# Рижское архиепископство
Ри́жское архиепи́скопство (лат. Archiepiscopatus Rigensis, нем. Erzbistum Riga) — крупнейшее средневековое духовное княжество Ливонии на территории современной Латвии. Рижского архиепископа формально назначали папа римский и император Священной римской империи, и он являлся как духовным, так и светским правителем архиепископства, а также главенствовал над 7 епископами Ливонии и Пруссии.
Было образовано в 1186 году бременскими миссионерами как Ливонское епископство (резиденция епископа находилась в Икскюле), в 1201 году столица была перенесена в Ригу, а государство получило название Рижского епископства (лат. Ecclesia Rigensis). До 1214 года подчинялось Бременскому архиепископству. С 1255 года — Рижское архиепископство.

## Территория
Архиепископство занимало территорию площадью около 18 400 км². Архиепископство чеканило собственную монету. Архиепископ делил власть с соборным капитулом из 12 каноников, а с 1432 г. — и с советом вассалов . За всю историю архиепископства его возглавляли 20 архиепископов и 4 ливонских епископа: Мейнард, Бертольд, Альберт и Николай. После переезда из Икскюля в Ригу архиепископы жили в отдельном дворе недалеко от рижского собора, но с XIV века резиденциями стали замки Роннебург, Лемзаль и Кокенгузен. В 1420 году столица перенесена в Роннебург, но трудности в снабжении продовольствием вынуждали их проживать там лишь с конца сентября до февраля — с февраля до Троицы они оставались в Лемзале, а до октября проживали в Кокенгузене.

### Рижская архиепархия и митрополия
Рижские архиепископы были также духовными владыками в городе Риге и в латгальских, видземских и земгальских землях, подчинённых Ливонскому ордену, так как ни в ордене, ни в Риге не было своих епископов. Эти территории и составляли духовную территорию рижских архиепископов, или рижскую архиепархию.
Рижский архиепископ возглавлял и рижскую митрополию, в которую также входили три ливонских епископства (Курляндское, Эзель-Викское и Дерптское) и четыре прусских (Кульмское, Помезанское, Варминское и Жемайтское). Кроме того, в фактическом ведении архиепископа также находилась ревельская епархия, формально зависимая от датского архиепископа Лунда.

### Соборный капитул
Задачей соборного капитула было контролировать работу архиепископа, вместе с которым он управлял территорией. Он состоял из 12 старших клириков кафедрального собора или каноников. Глава соборного капитула (praepositus) был ближайшим помощником архиепископа, а другие его члены занимали ряд духовных и светских постов. Келарь (cellerarius) отвечал за снабжение, настоятель или декан — за устав и дисциплину, ритор (scholasticus) — за библиотеку, архив и соборную школу, певчий (cantor) — за церковную музыку и хор. За финансы в XIII в. отвечал камерарий (camerarius), а позднее — фабрикатор (fabricator), за церковную сокровищницу — казначей (thesaurarius). Старейший из клириков был заместителем декана. Жизнь клириков была регламентирована, они должны были жить в монастыре, есть и спать в одном помещении. В соборный капитул входили люди, происходившие из рыцарства, а также из бюргерства Дерпта и Риги. Многие из них приезжали из-за пределов Ливонии. Соборный капитул не только ограничивал власть архиепископа, но и фактически создавал государственную политику в XIII—XIV вв. В собственности капитула находились земли, замки, церкви, мельницы, мызы и кладбища.

### Вассалы
У архиепископства в начале не было большого количества замков и войск, поэтому в случае войны созывались войска вассалов, которыми становились рыцари-крестоносцы, и объявлялись крестьянские ополчения. Первый в Ливонии лен — Икскюль — был выделен уже в 1201 г. Конраду Мейендорфу, затем рыцарю Даниелю был передан Ленневарден, а позднее ленными владениями стали Дален, Роп и др. Вассалами ливонского епископа стали также князья Турайды, Кукейноса, Талавы и Герсики. В результате в архиепископстве образуется устойчивый слой вассалов. Лены — земельные владения — епископы и архиепископы выделяли в качестве платы за службу. Таким образом, были основаны обширные ленные владения, которые принадлежали вассалам архиепископа, зачастую не считавшимся с интересами местных крестьян. Постепенно вассалы стали играть ведущую роль в управлении и политике архиепископства. Со второй половины XIV в. они стали проводить свои собрания — ландтаги, в которых также принимали участие члены капитула и рижского городского совета. В 1432 г. был создан Совет архиепископства, состоявший из архиепископа, 6 каноников и 6 вассалов. В XV—XVI вв. Совет стал главным политическим и внешнеполитическим органом, причём на голосованиях последнее слово оставалось за вассалами. При этом положение крестьян в архиепископстве оставалось лучше, чем в Датской Эстонии, и в 1494 г. было заключено соглашение с Данией о сбежавших крестьянах. Первым архиепископом, не назначенным папой, а выбранным соборным капитулом, стал Яспер Линде (1509—1524).

## История

### Борьба за влияние в Ливонии
В 1237 г., после подписания договора в Стенсби, духовными делами в Ливонском ордене стал заведовать рижский епископ, а позднее — архиепископ. Архиепископство являлось главным соперником Ливонского ордена в борьбе за влияние в Ливонии, особенно остро протекавшей в 1394—1423, 1479—1492 гг. и в середине XVI века. Первое столкновение произошло в середине XIII в., когда братья захватили епископа на левом берегу озера Буртнек. Положение католичества в Прибалтике в то время оставалось недостаточно устойчивым, так как местное население продолжало, в основном, придерживаться языческих верований, поэтому правители Ливонии решали свои противоречия, главным образом, дипломатическим путём. Однако некоторые конфликты достигли опасного уровня эскалации. Например, в 1269 г. орденские братья осмелились захватить в плен архиепископа Альберта II Зуэрбера, а небольшой конфликт весной 1297 г. между Ригой и Ливонским орденом привёл к полномасштабной войне, в которой на стороне Риги выступил рижский архиепископ с дерптским и эзель-викским епископами.
После победы Ордена в 1330 г. архиепископ не потерял духовной власти над орденскими братьями, но переселился в тогдашнюю резиденцию папы римского — Авиньон на юге Франции. Борьба между двумя сторонами с переменным успехом продолжалась на протяжении всего XIV века. Архиепископам чаще удавалось завоевать симпатию папы. В результате Ливонский орден начал частично терять лавры победителя. В 1332 г. папа потребовал от Ордена возвращения соборному капитулу всех отнятых у архиепископства замков и земель, и в течение трёх лет это требование было удовлетворено. В 1353 г. папа даже пытался установить свою власть в Риге, а когда Орден выступил против этого, он отлучил орденских братьев от церкви. В 1360 г. папа наделил архиепископа светской и духовной властью в Риге, хотя Орден сохранил все свои источники дохода в городе и его окрестностях. При этом сами жители Риги, видя, что архиепископ одержал победу и укрепил свою власть в результате дипломатической борьбы при поддержке папы и германского императора, готовы были встать на сторону Ордена.
Дипломатическая борьба иногда перерастала и в вооружённые конфликты. Например, в 1373 г. началась т. н. «Война за белые одежды». Архиепископ Зигфрид Бломберг постановил, чтобы его духовенство по образцу Августинского ордена носило чёрные плащи, в отличие от братьев Ливонского ордена, которые носили белые одеяния с единственным отличительным знаком — чёрным орденским крестом. Братья посчитали постановление архиепископа оскорбительным и начали военные действия, которые завершились победой Ордена. Ливонский орден вмешивался и в отношения архиепископства и Риги с Литвой, что вызывало их возмущение. При этом в самой Ливонии возрастало внутриполитическое значение трёх ганзейских городов: Риги, Дерпта и Ревеля. В это время там начали проводиться собрания представителей горожан (нем. Städtetage) для координации политической и экономической деятельности.
В конце XIV века Орден одержал и крупную дипломатическую победу: в 1393 г. орденские братья подкупили папу Бонифация IX, и место архиепископа Иоганна IV Зинтена занял двоюродный брат великого магистра Тевтонского ордена Конрада Валленроде, Иоганн, который стал одновременно и архиепископом, и членом Ордена. В 1397 г. была издана папская булла, согласно которой впредь архиепископами могли становиться лишь члены Ордена. Таким образом, политическая независимость Рижского архиепископства была временно ликвидирована, а Орден приблизился к воплощению своей цели по созданию в Ливонии единого государства.
Тем не менее, победа Ордена не была долговременной, так как орденские братья конфликтовали также с дерптским епископом, который отказался признать нового архиепископа, и со своими вассалами на севере, которые укрепили своё политическое влияние по привилегии магистра Тевтонского ордена Юнгингена. Открыто враждебно вела себя по отношению к усилившемуся Ливонскому ордену Кальмарская уния. После крещения Литвы в 1386 г. сократилась финансовая и военная поддержка Ордена со стороны европейских католических стран. На положение братьев существенно повлияло и поражение, нанесённое польско-литовской армией Тевтонскому ордену в 1410 году (см. Грюнвальдская битва).

### Попытки консолидации
Рижский архиепископ профессор богословия Иоганн VI Амбунди возобновил борьбу против Ордена. На этот раз соборный капитул, город Рига, дерптский и эзель-викский епископы остались от неё в стороне. В 1420 г. Иоганн VI Амбунди созвал первый ливонский ландтаг — сословно-представительское собрание Ливонии. С его помощью архиепископ хотел ограничить Ливонский орден и консолидировать Ливонию в экономической, внешне- и внутриполитической сферах. До того времени правительство и сословия собирались по отдельности: орденские братья — в рамках капитула, горожане — на городских заседаниях, вассалы — на мантагах.
В 1452 г. рижский архиепископ, бывший член Тевтонского ордена и духовник великого магистра Сильвестр Стодевешер и магистр Ливонского ордена Йоханн фон Менгден, опасаясь, что Рига присоединится к Пруссии, заключили Кирхгольмский договор, который оформил над Ригой власть двух феодальных сеньоров: архиепископа и Ордена. Однако оба сеньора не были в полной мере удовлетворены условиями договора и продолжали стремиться к единовластному контролю над городом. Архиепископ Стодевешер помощь в борьбе против Ордена стал искать в Швеции. Началась война, в результате которой орденские братья взяли архиепископа в плен, но в 1479 г. на Залисе потерпели поражение от его союзников — шведов. Магистр Ордена Бернхард фон дер Борг добился того, что в 1481 г. император Священной Римской империи Фридрих III передал Рижское архиепископство под власть Ордена. В том же году архиепископ и соборные каноники снова вступили в Тевтонский орден и стали носить орденские одеяния, но против Ордена начала войну Рига, войска которой в 1484 г. под Нойермюленом разбили орденскую армию. Рижане даже разрушили орденский замок в самой Риге. Мирного соглашения удалось достичь только новому архиепископу Михаэлю Хильдебранду в 1486 г., а в 1492 г. архиепископ и Орден восстановили действие Кирхгольмского договора.

### Политический кризис
В 1-й половине XVI века епископства в Ливонии переживали глубокий политический кризис, так как в результате Реформации власть духовно-светских правителей значительно ослабла. Особенно болезненно распространение лютеранства было для архиепископа, который уже был ограничен укрепившимся рыцарством. Его вассалы владели землёй фактически на правах частной собственности и поэтому считали власть архиепископа простой формальностью. 
Быстрым ослаблением архиепископства воспользовался Орден, который в 1526 г. восстановил над ним свой контроль. Архиепископ Вильгельм Бранденбург в 1550-е годы попытался избавиться от господства ордена, но это привело к т. н. 1-й войне коадъюторов. В 1554 г. Вильгельм своим коадъютором назначил епископа ратцебургского Христофора, брата герцога Мекленбурга и родственника польского короля Сигизмунда II Августа. Это говорило о том, что Рижское архиепископство политически сблизилось с Речью Посполитой. Такой поворот событий обеспокоил Ливонский орден и соседних епископов, так как духовным княжествам Ливонии стала угрожать судьба Тевтонского ордена в Пруссии, попавшего в вассальную зависимость от Литвы и Польши и потерявшего все земли в результате секуляризации. Посчитав поляков и литвинов своими основными врагами, ландмейстер Ливонского ордена Генрих фон Гален (ок. 1480-1557) расценил это как движение к передаче Ливонии под власть Польши и на ландтаге объявил войну архиепископу. Своим коадъютором  Гален назначил Иоганна Вильгельма фон Фюрстенберга, который в 1556 г. заключил союз с эзель-викским, дерптским и курляндским епископами против архиепископа рижского и его коадъютора. Комтур Динабурга Готхард Кетлер, хотя и был сторонником польской партии, остался на стороне Ордена и был отправлен в Германию, чтобы нанять ландскнехтов для предстоящей войны. 
Военные действия начались летом 1556 г., и в результате Орден захватил всю территорию Рижского архиепископства, а Вильгельм и Христофор были взяты в плен. Однако на стороне архиепископа выступил польский король Сигизмунд II Август, которого поддерживало и светское рыцарство на землях Ордена. Сигизмунд выдвинул крупную армию на границы Ливонской конфедерации, что вынудило Фюрстенберга начать переговоры в мае 1557 года.  В сентябре того же года в литовском городке Посволе Ливонский орден был вынужден подписать с Польшей и Литвой договор, который продлил существование архиепископства. Были признаны все его права, орден обязался возместить нанесённый ущерб. В заключении этого договора посредническую роль сыграл Готхард Кетлер: находясь во время переговоров в Германии, он через своих сторонников убеждал Фюрстенберга и руководство ордена пойти на компромисс.
Позвольский договор стал одной из причин войны Русского государства против Ливонского ордена:  на переговорах 1554 года последний обязался не заключать военных союзов с его противниками. В результате орден и все духовные княжества прекратили своё существование. Конкуренция Ливонского ордена и архиепископа за лидерство, а также частые междоусобные войны ослабили власть церкви в Ливонии, в связи с чем Ливонская конфедерация распалась уже на первом этапе Ливонской войны (1558—1561). В 1561 году население Ливонии перешло в лютеранство, а территория архиепископства вместе с орденскими владениями к северу от Двины вошла в состав Литвы и в 1566 году была включена в Задвинское герцогство.
Кафедра рижского католического архиепископа была заново образована в 1918 году и существует по настоящее время.

## Замки архиепископа
- Икскюль (основан в 1185, Ixscola)
- Кирхгольм (1185) (Holme)
- Рига (1201—1234, locus Rige или Ryga)
- Ленневарден (1207—1248, Lenneward)
- Кокенгузен (1209, Kukennoys)
- Ремин (1211)
- Ассутен (1211, Aszute)
- Лепене (1211, Lepene)
- Трайден (1214, Thoreyda)
- Лемзаль (1223, Lemsal)
- Герсика (1224, Gercike)
- Залис (1226)
- Дален (1226, Insula regis)
- Крейцбург (1237)
- Спарнене (1272)